# Muhammad ibn al-Hanafiyya

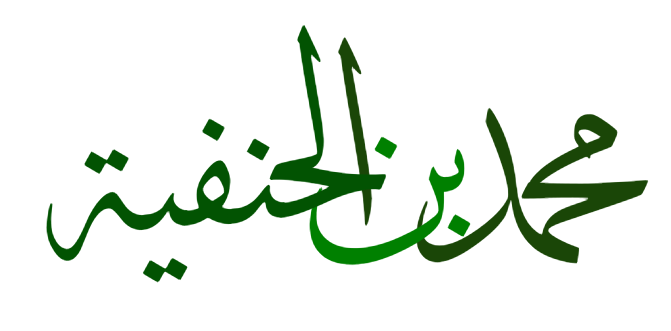
Muhammad ibn al-Hanafiyya

Muhammad ibn al- Hanafiyya, in arabo محمد بن الحنفية‎?, nato nel corso del califfato di ʿUmar b. al-Khaṭṭāb (637 – Medina, 700), fu figlio di ʿAlī b. Abī Tālib (quarto califfo islamico) e di Khawla bint Ja‘far (donna della tribù dei Banu Hanifa, da qui derivò il suo nome di Ibn al-Hanafiyya) che era stata presa prigioniera a Medina dopo la battaglia di Aqraba (causata dal mancato pagamento della zakāt da parte della gente della Yamāma), quindi affrancata e sposata da ʿAlī b. Abī Tālib.

## Biografia
Anche se non sarà considerato dagli sciiti come loro Imam, al pari di al-Hasan e di al-Husayn (figli di Fāṭima, figlia del Profeta e di ʿAlī b. Abī Tālib), sarà però considerato capo dell'Ahl al-Bayt e uomo di grande rettitudine, giustizia e pietà dagli alidi.
Si comporterà sempre con molto riservo e prudenza e quando al-Hasan abbandonò i suoi diritti e al-Husayn morì a Karbalāʾ, molti videro in lui il capo naturale della famiglia.
Aveva partecipato col padre alle battaglie del Cammello e di Siffīn, illustrandosi per valore e coraggio.
All'affermazione del nemico: «…per tuo padre ʿAli, contano solo al-Hasan e al-Husayn ed è per questo che ti mette a combattere in prima linea nelle battaglie e non nei posti d'onore…» egli avrebbe replicato: «… al-Hasan e al-Husayn sono gli occhi di mio padre; io sono la sua mano. La ragione per la quale egli mi mette a combattere in prima linea è perché vuole proteggere gli occhi. Infatti, se una freccia si scagliasse, sarebbe la mano a proteggere gli occhi e non il contrario…». 
È probabile, però, che questa frase sia stata pronunciata da ʿAlī b. Abī Ṭālib e successivamente attribuita allo stesso Muhammad b. al-Hanafiyya durante la battaglia di Siffīn. 
Muhammad ibn al-Hanafiyya fu anche colui che ispirò la resistenza ostile al califfo omayyade Yazīd I, guidata però di fatto dall'alide al-Mukhtār in suo nome, ma da lui mai confermata.
L'insurrezione scoppiò a Kufa (attuale Iraq) nel 686, dopo che l'anti-califfo di Mecca ʿAbd Allāh b. al-Zubayr aveva provveduto a imprigionare alla Mecca Muhammad b. al-Hanafiyya, presso il pozzo di Zemzem, in occasione di un suo pellegrinaggio.

L'azione di al-Mukhtār era stata compiuta per affermare i diritti alidi al califfato e, dopo una prima fase positiva, che portò anche alla liberazione di Muhammad dal suo soggiorno obbligato (ma alla decisione di Muhammad di non seguire al-Mukhtār, preferendo un prudente soggiorno a Ṭāʾif), la rivolta si esaurì miseramente a causa dell'ostilità espressa dalle forze di Ibn al-Zubayr, che sconfissero al-Mukhtār, progressivamente abbandonato da chi fino a quel momento lo aveva entusiasticamente seguito.
Muhammad ibn al-Hanafiyya morì nel 700 a Medina, dov'era rimasto indisturbato dagli Omayyadi, all'epoca del califfato di ʿAbd al-Malik ibn Marwān.
La rappresentanza dell'Ahl al-Bayt fu assunta allora da suo figlio Abū Hāshim.